# Palawankråka
Palawankråka (Corvus pusillus) är en nyligen urskild fågelart i familjen kråkfåglar inom ordningen tättingar.

## Utseende och läte
Palawankråkan är en stor och svart kråka. I bra ljus syns att fjäderdräkten är mörkt blåglänsande. Näbben är relativt lång och något nedåtböjd. Lätena består av ljudliga och nasala kraxanden.

## Utbredning och systematik
Palawankråkan förekommer i västra Filippinerna, på Mindoro, Calamanöarna och Palawan. Tidigare behandlades den som underart till sundakråka (Corvus enca). Sedan 2021 urskiljer tongivande IOC den som egen art.

## Levnadssätt
Palawankråka föredrar intakta skogar och skogsbryn. Den ses ofta i par eller småflockar som flyger över vägar, floder och gläntor.

## Status
IUCN erkänner den ännu inte som art, varför dess hotstatus formellt inte fastställts.